# Втори велик събор на македонските бежански братства
Вторият събор на македонските бежански братства е конгрес на македонската имиграция в България, проведен в София от 17 до 20 октомври 1920 година, на който Съюзът на македонските емигрантски организации се разцепва.

## История
Конгресът е свикан от Изпълнителния комитет и на него присъстват над 200 делегати от 68 братства в столицата и в страната. Димитър Попниколов поднася поздрави от името на Тракийската организация, а Петър Вичев от името на Добруджанската.
След отчета на председателя на Изпълнителния комитет Иван Каранджулов и на касиера Филип Атанасов се разгарят остри дебати, като част от делегатите настояват за пълно одобрение на отчета, а част за одобрение на финансовата част и отчасти на организационната, но за порицание на политическата дейност на Каранджулов по време на обиколката му в Италия, Швейцария и Франция. Привърженици на първото течение са Никола Милев, Владимир Кусев, д-р Никола Иванов, Тома Карайовов, Сребрен Поппетров, Георги Баждаров, Наум Томалевски, Иван Караджов, а на второто Никола Юруков, Христо Татарчев, Владимир Каназирев, Климент Размов, Славчо Ковачев, Никола Киров, Апостол Димитров и други. Внесена е резолюция на одобрение от Никола Иванов и на порицание от Никола Юруков и при гласуването надделява първото становище.
Доклад върху политическата дейност на емиграцията чете Никола Милев. Той заявява, че Изпълнителният комитет е организация, която се бори по легален начин „да въздигне Македония в нейните географски и икономически граници в автономна държава, независима от балканските държави“. Според Милев тази цел е в съзвучие с цялата политическа история на движението, с външната постановка на Македонския въпрос и с постоянния стремеж на македонското население. Милев разглежда и другите две възможности – Македония, независима в Балканска федерация, и Македония във федерация със Кралството на сърби, хървати и словенци, но те според него не представляват никакво предимство, тъй като Македонският въпрос се поставя на чисто балканска почва, в което Македония се лишава от външна помощ, а и Балканската федерация е все още далечна мечта, а федерацията с КСХС би означавало да се превърне Македонският въпрос във вътрешносръбски.
Ръководството предлага изборът на нов Изпълнителен комитет да стане с тайно гласуване, а опозицията е против. Христо Татарчев заявява, че е добре гласуването да е явно, за да се избере един „хомогенен кабинет“, тъй като не е желателно „да има и от едната, и от другата страна компромиси“. Прието е тайното гласуване, което кара 63 опозиционни делегати да напуснат конгреса. В отсъствието на опозицията е избран почти същият Изпълнителен комитет – начело отново е Каранджулов, а в него влизат Никола Стоянов, Христо Станишев, Георги Стрезов, Наум Томалевски, Божирад Татарчев. Опозиционните депутати избират алтернативен орган – Временна комисия на македонските братства в България.